# Conacul urban Nazarov
Conacul urban Nazarov este o clădire amplasată pe str. Columna, 110 în Chișinău, Republica Moldova. Este un monument istoric și arhitectural de importanță națională inclus în Registrul monumentelor Republicii Moldova ocrotite de stat cu nr. 247 (municipiul Chișinău). Datează de la sf. sec. al XIX-lea. Are un stil eclectic cu influențe rococo, cu elemente arhitecturale rare și distincte.

## Istorie
Clădirea a fost construită la intersecția străzilor Seminarskaia și Kaușanskaia (în prezent Columna și respectiv Mitropolit Gavriil Bănulescu-Bodoni), la sfârșitul secolului XIX, în jurul anilor 1880, în stil eclectic cu influențe rococo. Inițial a fost deținută de frații Ivan și Nicolai Lebedev, înainte de a trece în proprietatea negustorului Iacob Nazarov în 1900. Iacob Nazarov a fost un negustor rus din comunitatea lipovenească, activ în Chișinău la începutul secolului XX. El reprezenta o figură proeminentă a burgheziei comerciale și făcea parte dintr-o rețea mai largă de comercianți ruși.
La sfârșitul anilor 1930, a fost atestată ca fiind deținută de Hana Epștein, însă casa a suferit în timpul războiului, fiind refăcută în 1948.
În 1983, era sediul Centrului de Sănătate Publică (al RSSM) fiind și pe atunci sub ocrotirea statului, cei care arendează obligându-se să protejeze imobilul, să nu intervină în niciun fel asupra fațadei acestuia, în caz contrar intervențiile vor fi lichidate, iar monumentul de arhitectură va fi readus la condițiile inițiale din bugetul arendatorului și cu tragerea la răspundere penală a acestuia. În subsolul clădirii se mai aflau câteva magazine, unul din acestea fiind „Vodka”.

## Arhitectură
Imobilul combină elemente arhitecturale rare și distincte. Printre acestea se numără feroneriile ferestrelor în formă de scoică, ce acoperă întregul arc al ferestrei care nu sunt atât de frecvente la clădirile din Chișinău sau sunt de dimensiuni foarte mici, iar intrarea principală evidențiată de un portic cu două coloane masive și un arc deasupra ușii principale reprezintă un element specific arhitecturii italiene, cunoscut sub denumirea de „serliana”, adică o fereastră venețiană.
Clădirea se află la colțul cartierului, aliniată la străzile Mitropolit Gavriil Bănulescu-Bodoni și Bulevardul Columna. Este o clădire cu un singur etaj, construită din piatră și tencuită, cu un demisol înalt, utilizabil, accesibil printr-o intrare din curtea din spate. Fațada principală este orientată spre Bulevardul Columna și este alungită, având 12 axe de goluri, cu o compoziție simetrică, dar cu o disimetrie creată de un spațiu interior adiacent, luminat printr-un gol de fereastră tripartită.
Intrarea principală este marcată de un portic plat, cu pilaștri și o loggie adâncită, având un arc în plin cintru și două coloane zvelte cu capiteluri de ordin compozit. Fereastrele sunt plasate într-un arc în plin cintru, iar fiecare timpane de fereastră este decorat cu o scoică, orientată cu intradosul spre exterior. De-a lungul fațadei, feroneriile și decorațiile sunt realizate din zidărie de piatră albă și lesene din cărămidă roșie, provenind din Odesa.
În interior, planul casei este compus dintr-o anfiladă circulară, unde intrarea principală conduce într-un hol pătrat. Acesta deschide accesul către dormitoare, curtea laterală și terasa din partea dreaptă, iar în partea stângă se află camerele de primire ale casei. Detaliile interioare includ tavane cu decorații din stuc, sobele din cahle și lemnăria executată în stil eclectic.
Acoperișul este în patru pante, cu o mansardă centrală acoperită cu solzi din fier, într-o formă de trunchi de piramidă. Totul contribuie la o atmosferă elegantă și sofisticată, specifică stilului eclectic din acea perioadă.

## Starea actuală
În prezent, imobilul se află într-o stare avansată de degradare. Potrivit consilierului municipal Ilian Cașu, prețul cerut pentru achiziționarea vilei este de 900.000 de euro. Imobilul a fost cumpărat în 2001 de compania Serenda Com, de la stat, iar ulterior terenul și clădirea au trecut printr-o serie de tranzacții. În martie 2023, acestea au ajuns în posesia companiei Mira Lex Consulting, care este condusă de Anatolii Culicov. Acesta a încercat ani la rând să obțină proprietatea, iar în prezent, o parte a terenului de circa 65 de metri pătrați este deținută de o altă persoană fizică.

## Imagini

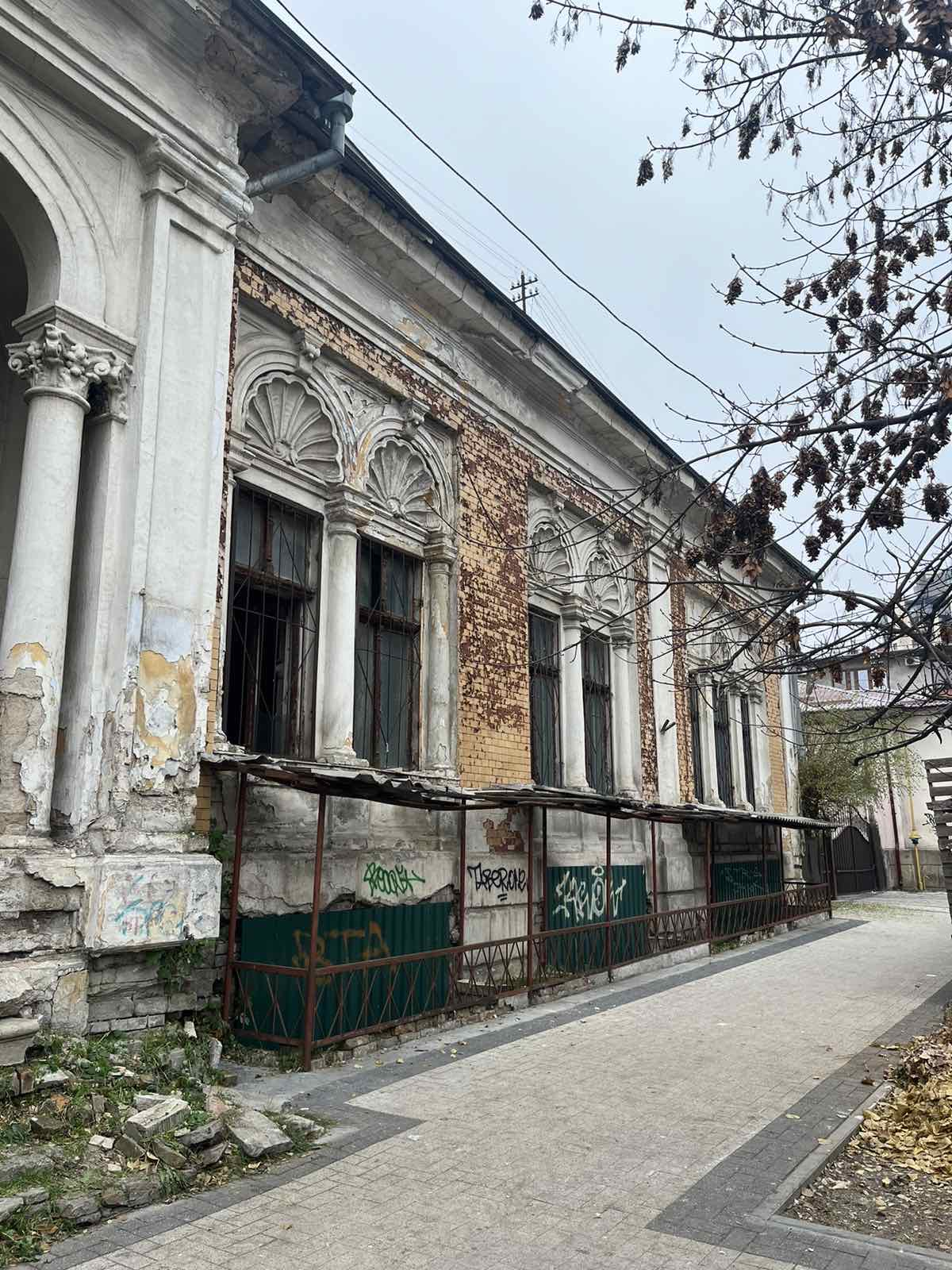
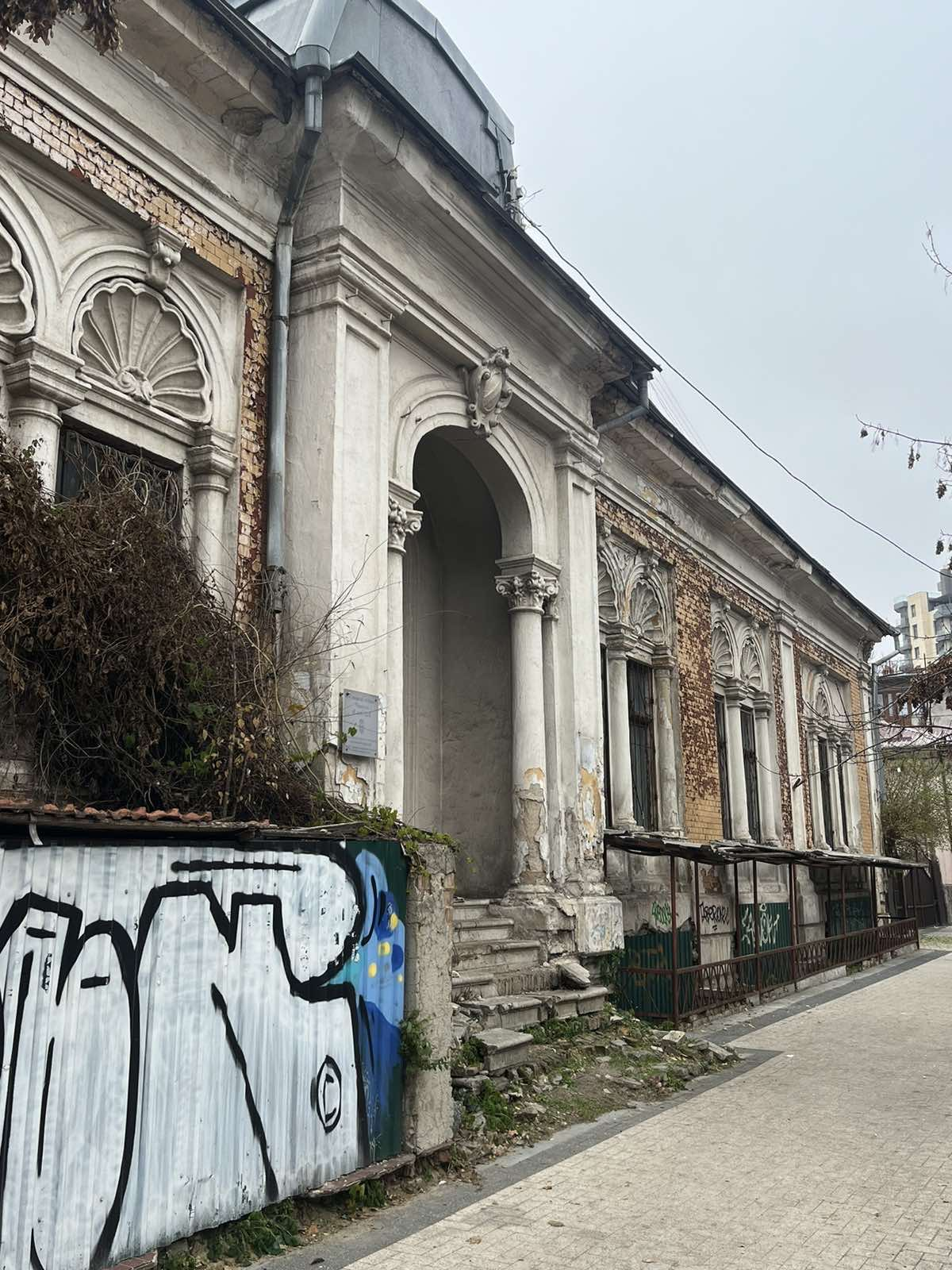
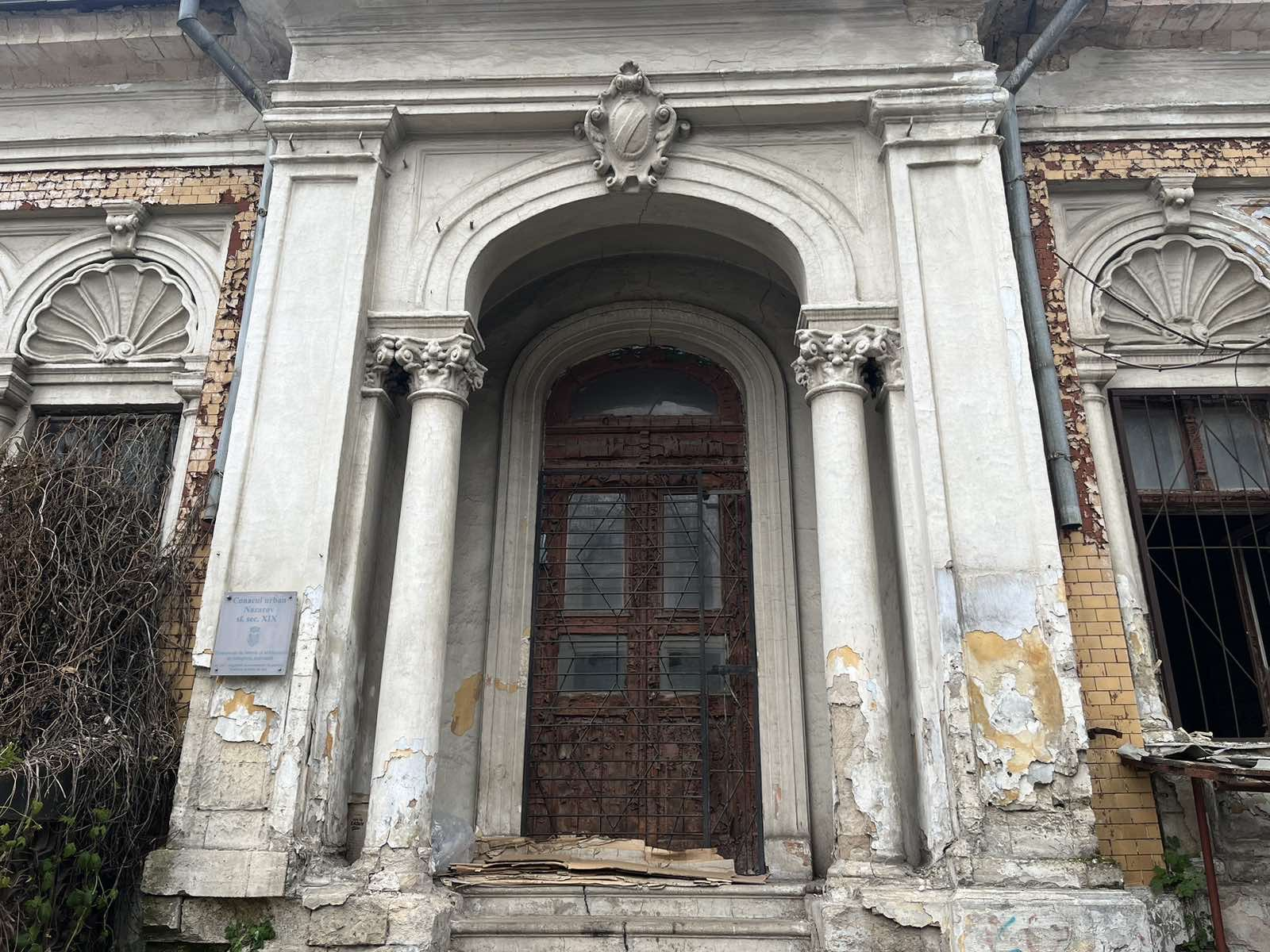
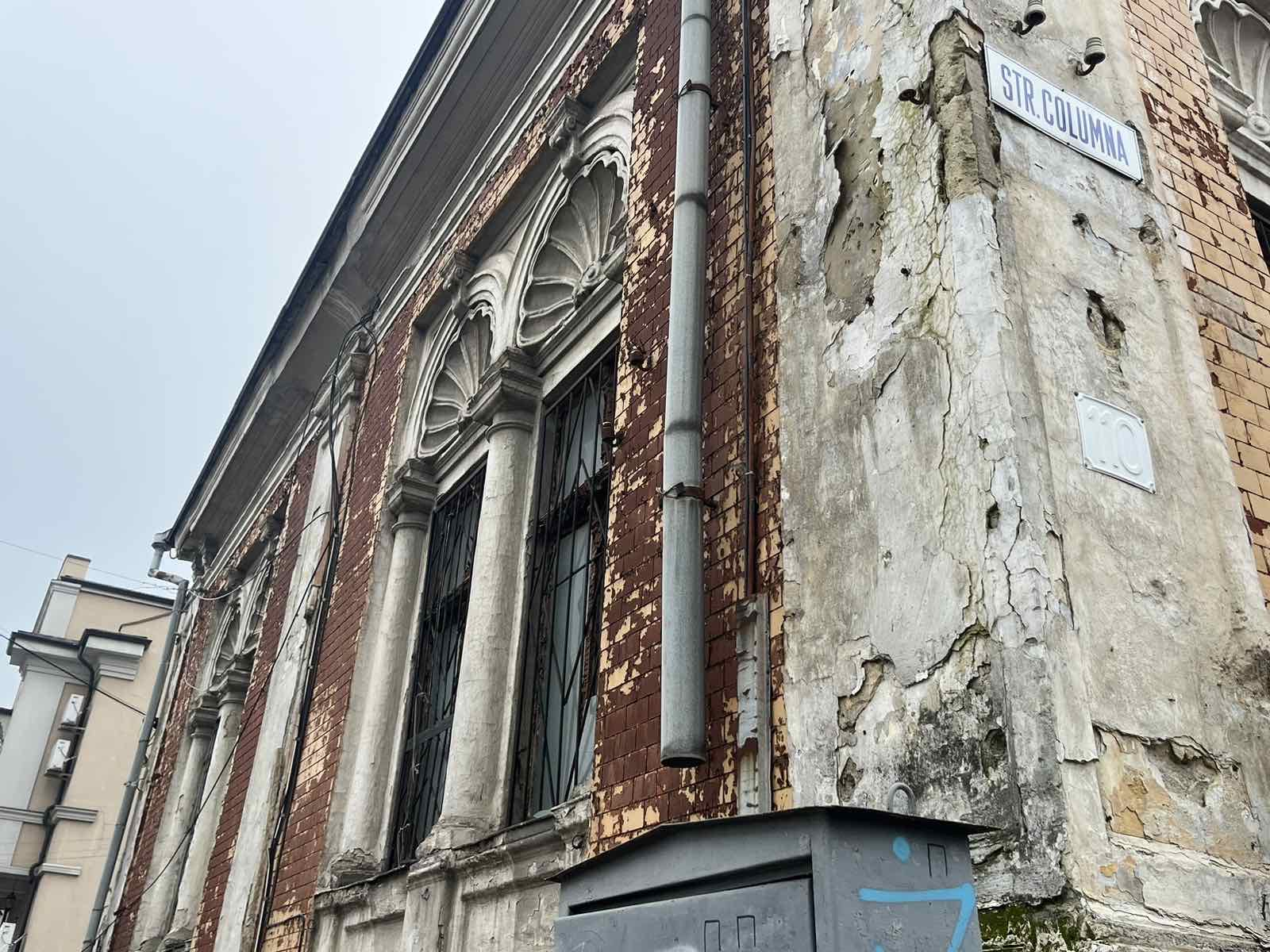
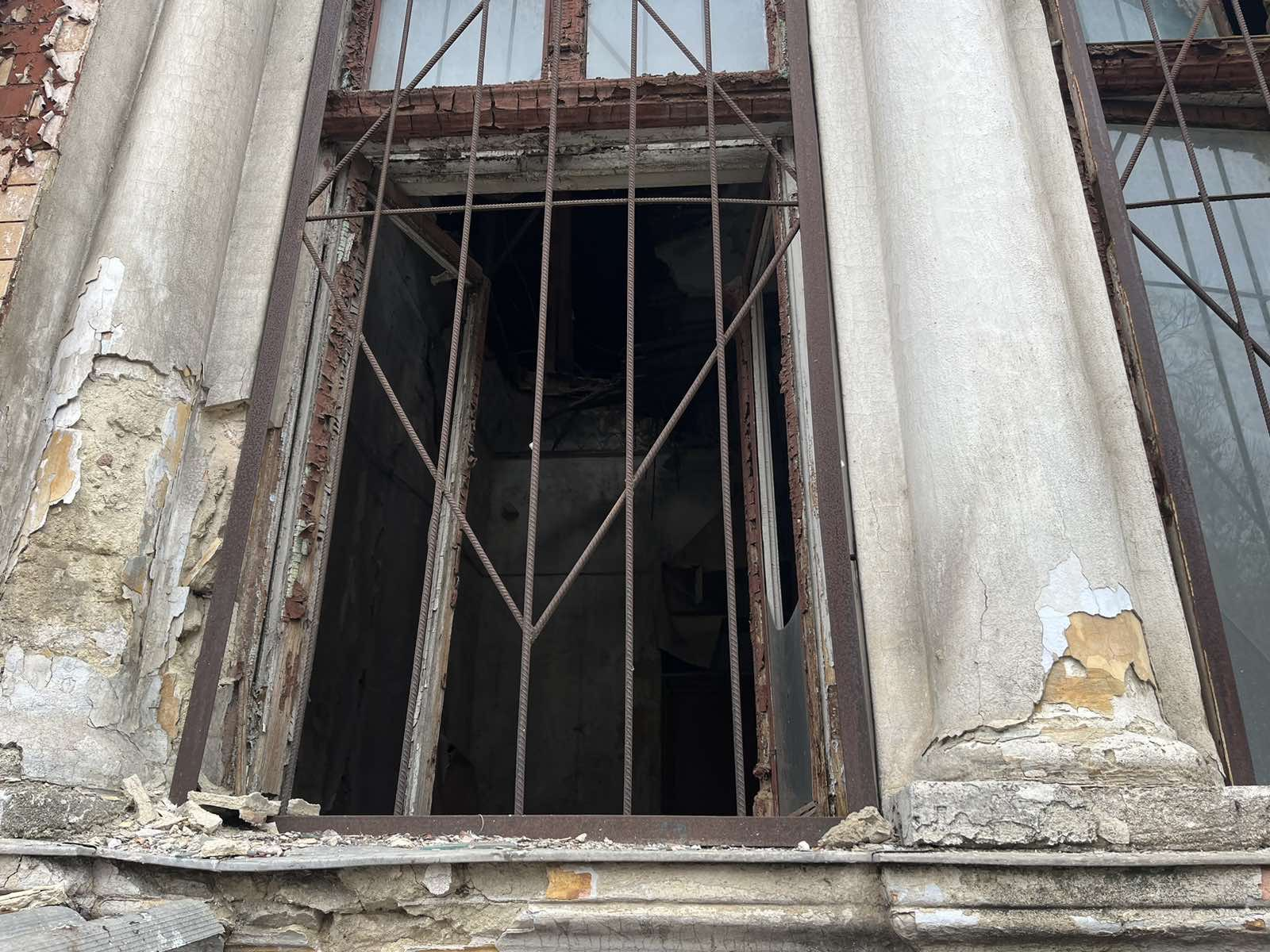
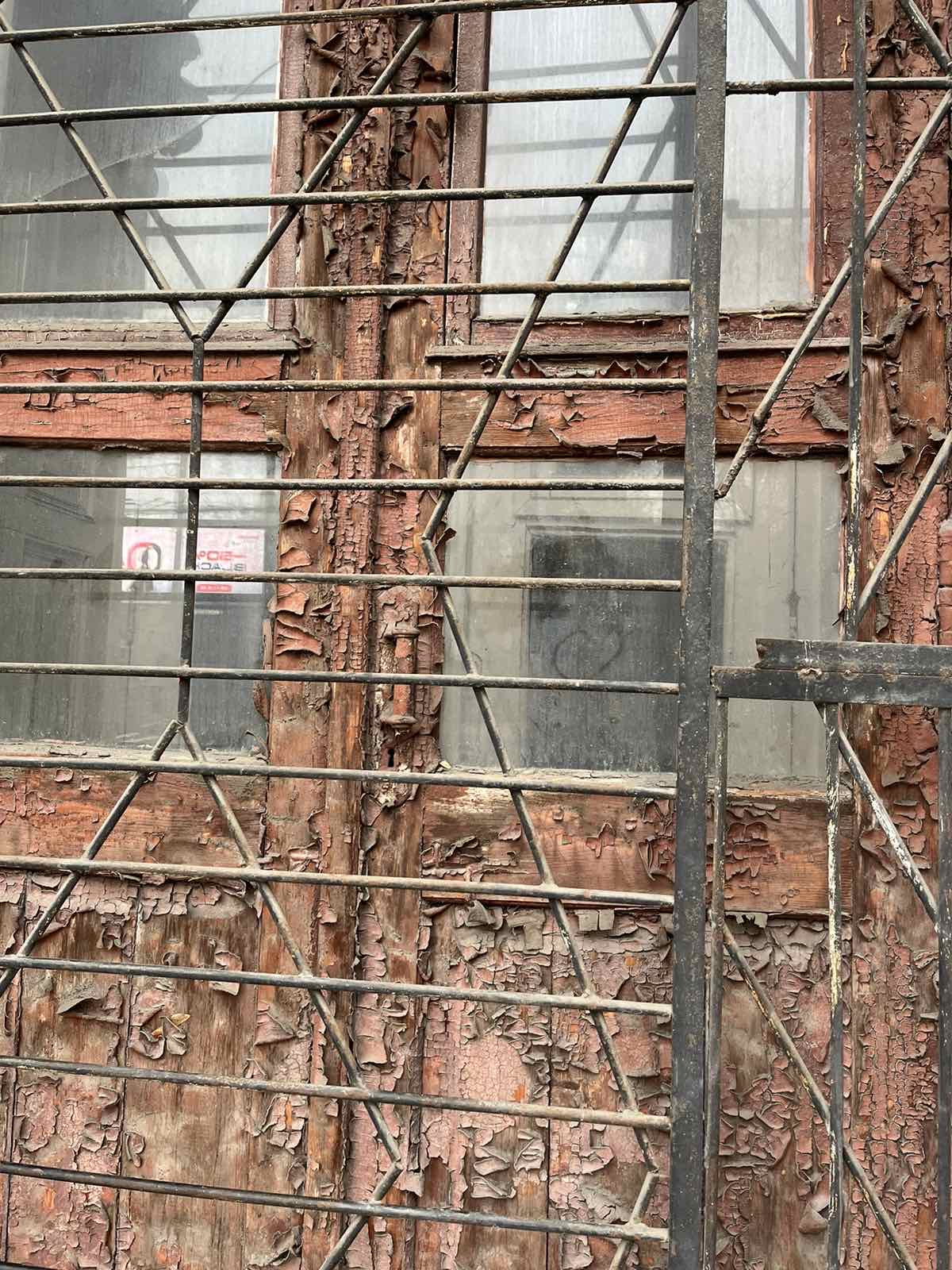
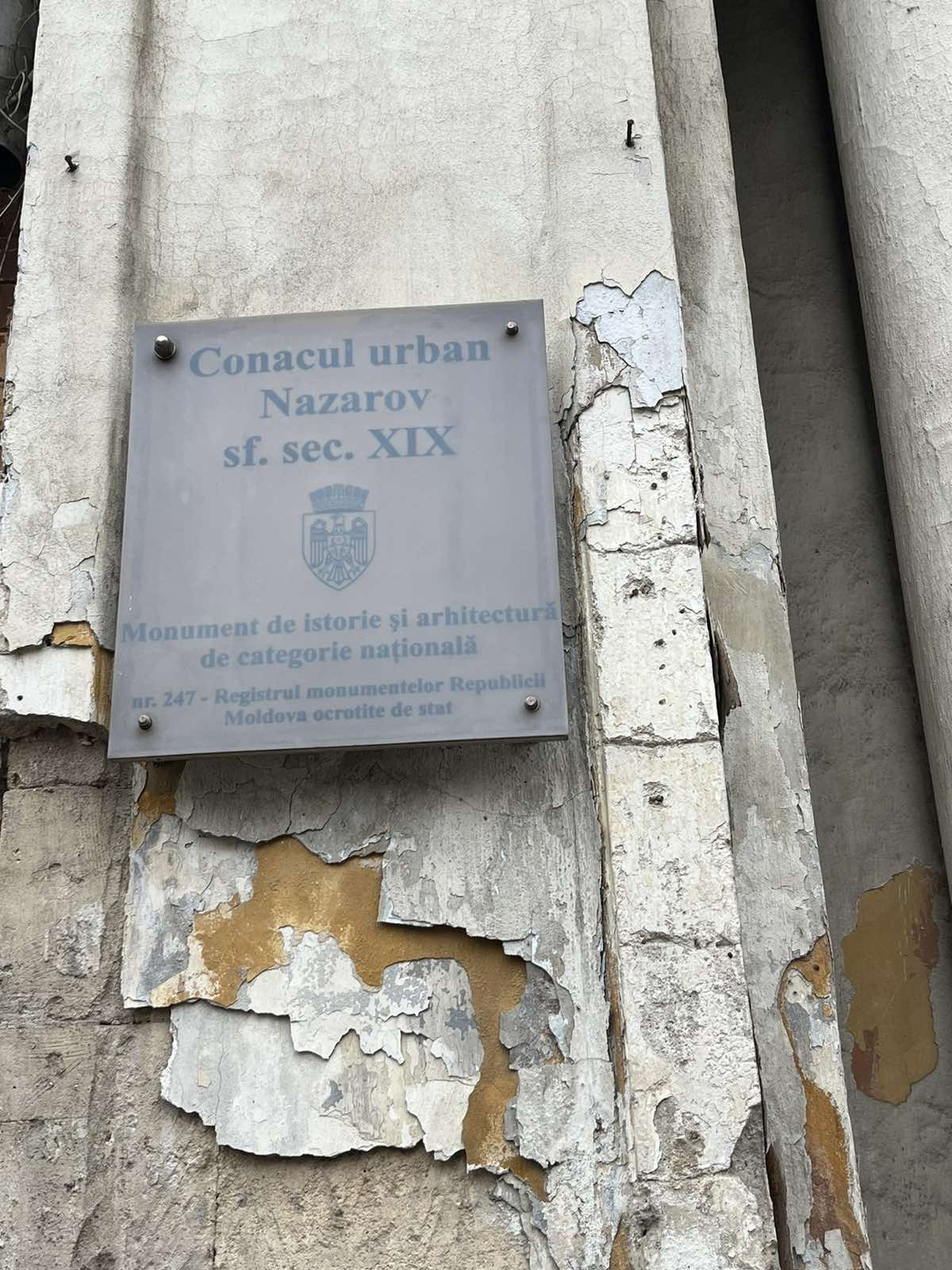